# Karl Ludwig Czekelius
Karl Ludwig Czekelius von Rosenfeld, magyaros írásmóddal Czekelius Károly Lajos (rosenfeldi báró) (Nagyszeben, 1804. augusztus 29. – Bécs, 1869. május 27.) valódi belső titkos tanácsos.

## Élete
Johann Michael Czekelius erdélyi királyi tanácsos fia volt. Nagyszebenben  tanult a gimnáziumban és a kolozsvári királyi líceumban 1824-ig. Ez év szeptember 3-án az erdélyi kamarai hivatalnál állami szolgálatba lépett, és gyakornok lett Bécsben a császári és királyi udvari kamaránál. 1833. október 20-án báró Vlasits altábornagy és horvátországi királyi biztos mellé rendelték; ennek visszahívása után 1834. február 24-én Habsburg–Estei Ferdinánd Károly József főherceg mellé került, akit erdélyi királyi biztossá neveztek ki. Szintén az ő kíséretében vett részt az 1837–1838. évi erdélyi országgyűlésen; ezután a bécsi császári és királyi udvari kamaránál volt titkár. 1843. december 2-án valódi kormánytanácsossá és a császári és királyi államtanácsnál iktatóvá nevezték ki. 1845. október 28-án udvari tanácsos lett, ebben a hivatalában 1848 végéig maradt. 1849-ben a császári pénzügyminisztériumban előadó tanácsossá nevezteték ki. 1850–1851-ben az erdélyi császári és királyi pénzügyi törvényszék rendezésével bízták meg. 1858. február 11-én a császári és királyi pénzügyminisztériumban osztálytanácsos és 1862. augusztus 28-án valódi belső titkos tanácsos, 1863-ban pedig a Birodalmi Tanács (Reichsrat) örökös tagja lett.
Számos politikai cikket írt a hírlapokba 1869-ig.
Erdély történetére vonatkozó oklevélgyűjteménye, mely több ezer darabból állt, többek közt az 1301–1526 időközből 483 másolatot és 306 regestát foglalt magában.

## Munkái
- Ungarns und Siebenbürgens Stellung zur Gesammt-Monarchie. Wien, 1848.
- Kossuth als Staatsmann gegenüber von Oesterreich und Deutschland. Uo. 1848.
- Die kroatische Frage und Oesterreich. Uo. 1848.
- Ungarn im Gesammtstaate. Uo. 1861.
- Für die Arad-Hermannstädter Eisenbahn. Uo. 1864.
- Die Wahreheit in der siebenbürgischen Eisenbahnfrage. Eine Denkschrift an den hohen Reichsrath. Uo. 1865.

### Kéziratban
- Geschichte des Jesuitismus in Siebenbürgen von der Zeit der Franz Rákóczi'schen Revolution bis zum Jahre 1759
- Geschichte der griechisch-unirten Kirche in Siebenbürgen. (Bevégzetlen.)